# 麦仙翁
麦仙翁（学名：Agrostemma githago）是石竹科麦仙翁属的植物。分布于亚洲、非洲、欧洲、北美以及中国大陆的内蒙古、吉林、新疆、黑龙江等地，生长于海拔100米至500米的地区，多生长在麦田中及路旁草地，目前已经做为观赏植物栽培。

## 别名
表毒草（东北草本植物志）